# Breitenberg (Niederbayern)

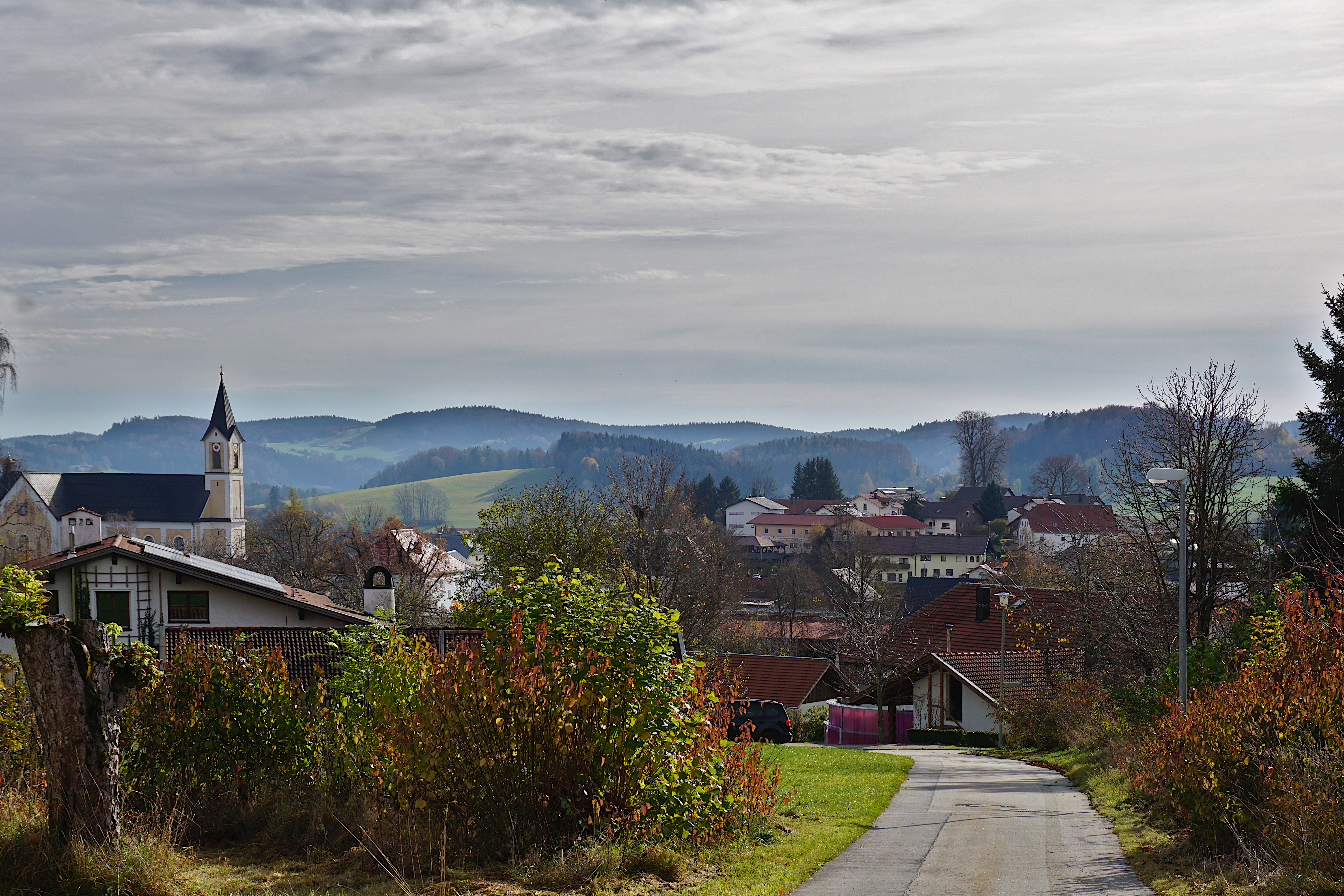
Blick auf Breitenberg

Breitenberg ist eine Gemeinde im niederbayerischen Landkreis Passau und ein staatlich anerkannter Erholungsort.

## Geografie

### Geografische Lage
Die Gemeinde liegt in der Region Donau-Wald am nordöstlichen Zipfel des Landkreises Passau. Die Gemeinde grenzt an Oberösterreich (Bezirk Rohrbach) und den Landkreis Freyung-Grafenau. Somit befindet sich Breitenberg im südlichen Bayerischen Wald, im sogenannten Adalbert-Stifter-Land sowie im Wegscheider Land. Nach Passau sind es 33 km, nach Freyung und Rohrbach jeweils 28 km, nach Waldkirchen 20 km und nach Hauzenberg 15 km. Es ist außerdem die östlichste Gemeinde ganz Bayerns.

### Gemeindegliederung
Es gibt 19 Gemeindeteile (in Klammern ist der Siedlungstyp angegeben):
- Breitenberg (Pfarrdorf)
- Burgstallberg (Weiler)
- Gegenbach (Dorf)
- Gollnerberg (Dorf)
- Gollnerhäuser (Weiler)
- Hangerleiten (Weiler)
- Hirschenberg (Dorf)
- Jägerbild (Weiler)
- Jägersteig (Weiler)
- Kohlstatt (Weiler)
- Neumühle (Weiler)
- Obernstein (Weiler)
- Rastbüchl (Dorf)
- Schönberg (Dorf)
- Schönberghäuser (Siedlung)
- Sonningersteig (Einöde)
- Spiesbrunn (Weiler)
- Tiefleiten (Einöde)
- Ungarsteig (Dorf)

Es gibt die Gemarkungen Breitenberg, Gegenbach, Gollnerberg und Schönberg.

### Nachbargemeinden
- Wegscheid (Landkreis Passau)
- Sonnen (Landkreis Passau)
- Neureichenau (Landkreis Freyung-Grafenau)
- Jandelsbrunn (Landkreis Freyung-Grafenau)
- Schwarzenberg am Böhmerwald (Oberösterreich)
- Klaffer am Hochficht (Oberösterreich)

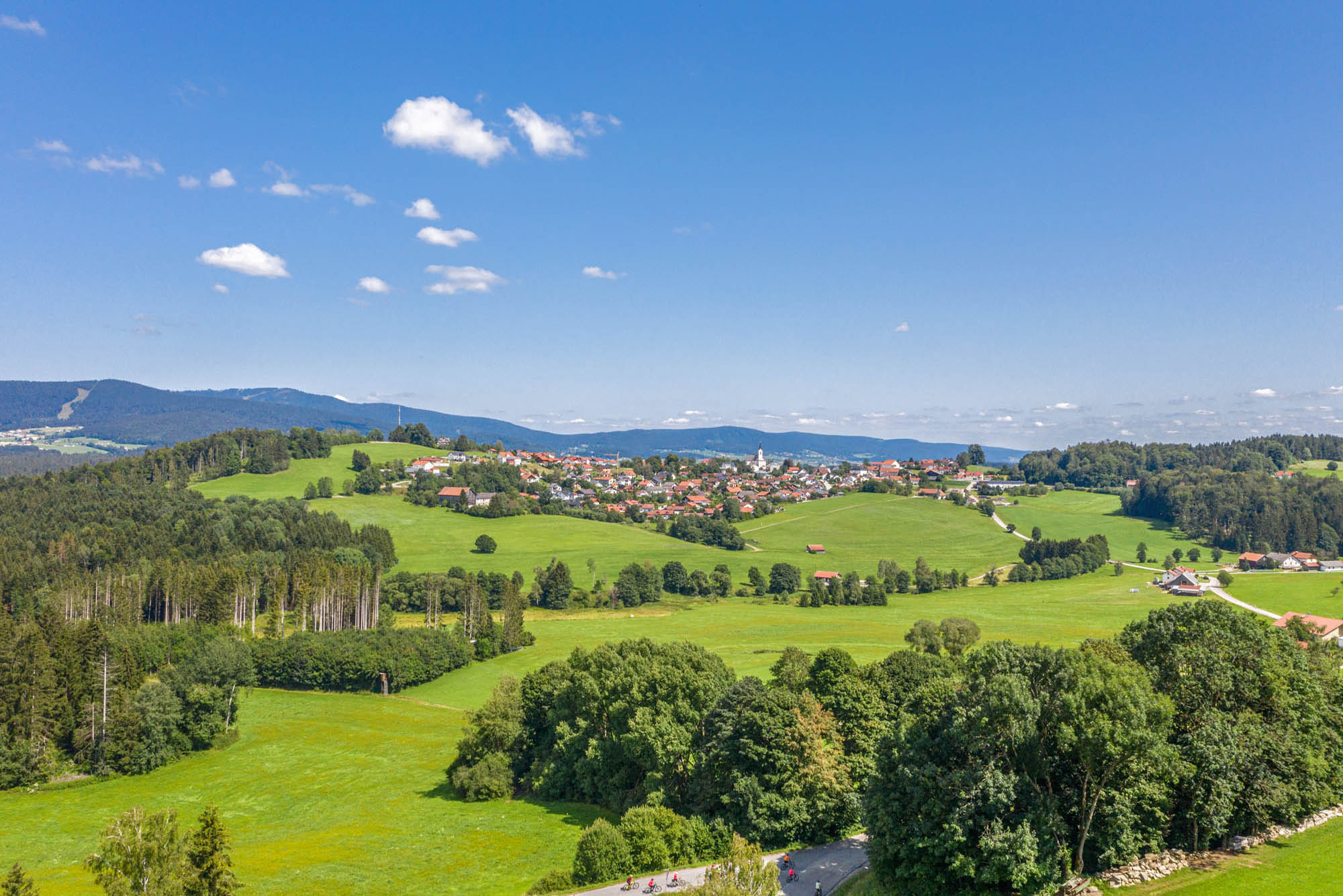
Blick auf Breitenberg mit dem Dreisessel im Hintergrund

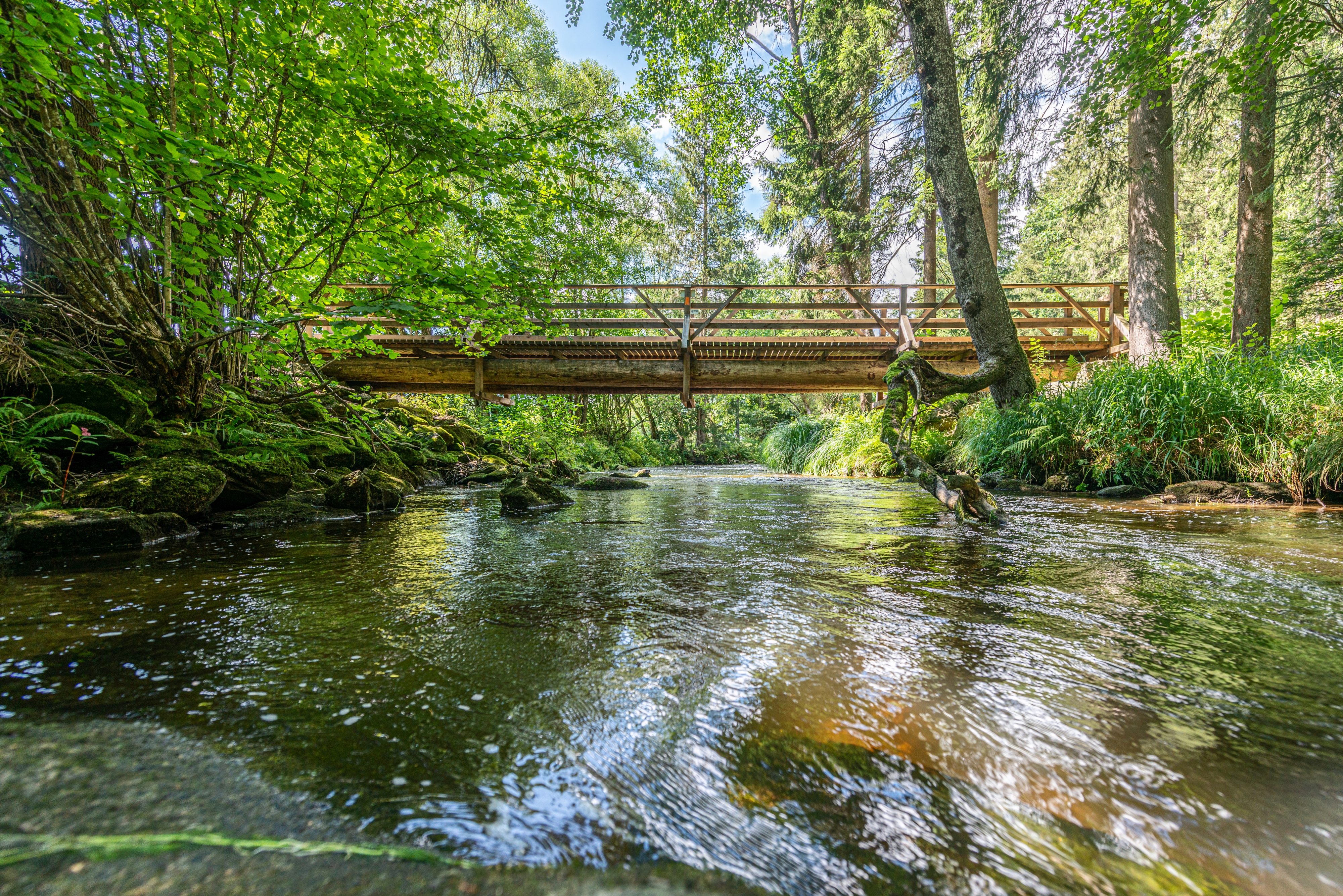
Brücke an der Großen Mühl zwischen Breitenberg (Deutschland) und Schwarzenberg (Österreich)

## Geschichte

### Bis zur Gemeindegründung
Die katholische Pfarrkirche St. Raymund von Pennaforte, ein kreuzförmiger Gewölbebau, wurde 1720/23 errichtet und 1842/43 erweitert.
Der Ort im ehemaligen Hochstift Passau fiel bei der Säkularisation 1803 mit dem größten Teil des hochstiftischen Gebietes an Erzherzog Ferdinand von Toskana und kam erst 1805 an Bayern. Im Zuge der Verwaltungsreformen in Bayern entstand mit dem Gemeindeedikt von 1818 die heutige Gemeinde.

### Eingemeindungen
Im Zuge der Gebietsreform in Bayern wurde am 1. Januar 1971 die Gemeinde Schönberg eingegliedert. Am 1. April 1971 kam Gollnerberg hinzu. Die Gemeinde Gegenbach folgte am 1. Januar 1972.

### Einwohnerentwicklung
Im Zeitraum 1988 bis 2018 sank die Einwohnerzahl von 2084 auf 2047 um 37 Einwohner bzw. um 1,8 %

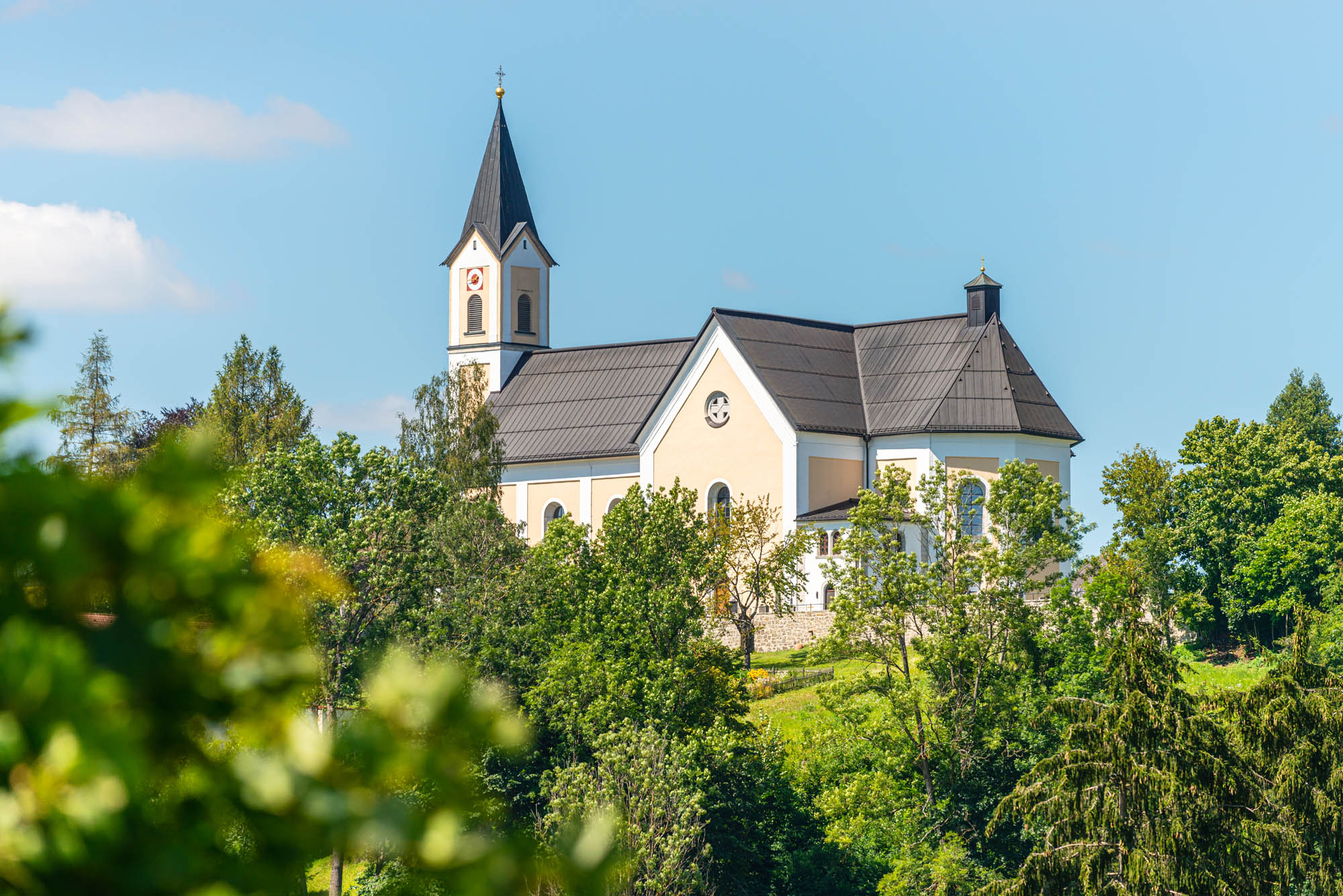
Kirche von Breitenberg

| Jahr | Einwohner |
| ---- | --------- |
| 1970 | 1893      |
| 1987 | 2109      |
| 1991 | 2187      |
| 1995 | 2276      |
| 2000 | 2213      |
| 2005 | 2155      |
| 2010 | 2169      |
| 2015 | 2083      |

## Politik
- Erster Bürgermeister: 1
- CPW: 7
- CSU: 7

### Gemeinderat
Der Gemeinderat besteht aus dem Ersten Bürgermeister und 14 gewählten Mitgliedern. Bei der Kommunalwahl vom 15. März 2020 haben von den 1655 Bürgern 1229 vom Wahlrecht Gebrauch gemacht, womit die Wahlbeteiligung bei 74,26 % lag.

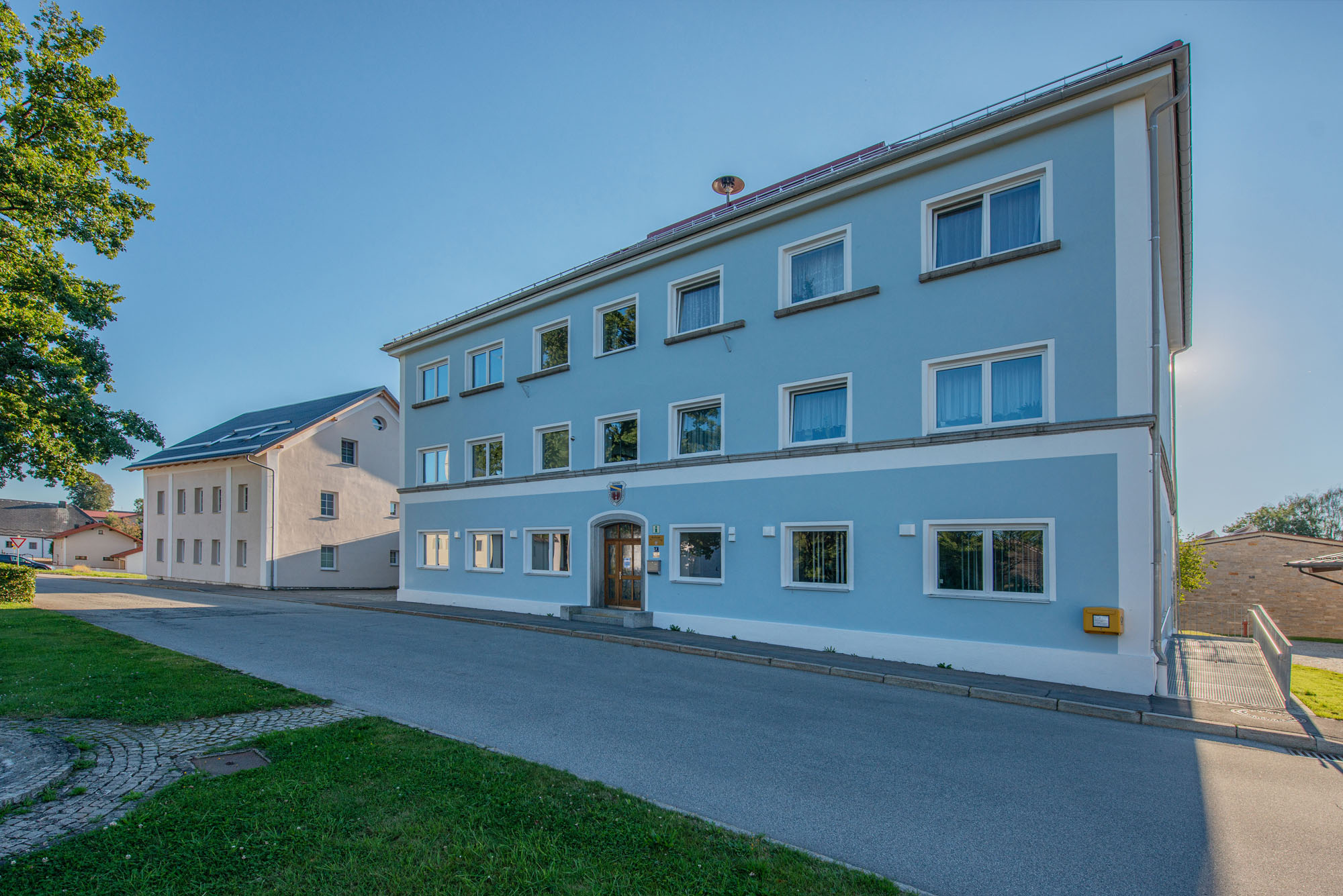
Breitenberger Rathaus

### Bürgermeister
- 1996–2020: Helmut Rührl (CSU)
- 2020–0000: Adolf Barth (CPW)

Bei der Kommunalwahl vom 15. März 2020 wurde Adolf Barth mit 64,23 % der Stimmen zum Ersten Bürgermeister gewählt.

### Wappen
| Wappen von Breitenberg | Blasonierung: „Unter blauem Schildhaupt, darin ein goldener Schrägbalken, in Silber zwei zugekehrte halbe rote Flüge.“ |
| Wappen von Breitenberg | Wappenbegründung: Der goldene Schrägbalken in Blau entspricht dem Wappen des Passauer Fürstbischofs Wenzel Graf von Thun, auf dessen Initiative hin das Gebiet der Gemeinde Breitenberg im 17. Jahrhundert planmäßig besiedelt wurde. Noch bis in die erste Hälfte des 19. Jahrhunderts war für Breitenberg der Ortsname Wenzelsreut gebräuchlich. Auf die relativ späte Besiedlung geht auch die volkstümliche Bezeichnung des Gemeindegebiets als „neue Welt“ zurück. Die Adlerflügel stammen aus dem Wappen von Bischof Raymund Graf von Rabatta, der mit der Gründung der eigenständigen Pfarrei Breitenberg den Landesausbau zu einem gewissen Abschluss brachte. |

### Finanzen
Im Jahr 2017 betrugen die Gemeindesteuereinnahmen 1219 T€, davon waren die Gewerbesteuereinnahmen (netto) 287 T€ an der Gemeindeanteil an der Einkommensteuer 739 T€.

### ILE Abteiland
Die Gemeinde ist Mitglied der im April 2011 von 11 Kommunen gegründeten Arbeitsgemeinschaft „Integrierte Ländliche Entwicklung Abteiland“ (ILE Abteiland), deren Motto es ist, den Natur-, Kultur- und Wirtschaftsraum Abteiland als lebenswerte Heimat zu erhalten und zu gestalten.

## Wirtschaft und Infrastruktur

### Tourismus
Mit etwa 25.000 Übernachtungen im Jahr ist die Gemeinde eine kleine Tourismusgemeinde. Vom im Dreiländereck zu Tschechien und Österreich gelegenen Erholungsort aus bieten sich zahlreiche Ausflugsmöglichkeiten in drei Ländern. Eine große Rolle spielt der individuelle Tourismus. Als Mitglied der Dachmarke Bayerischer Wald des Tourismusverbandes Ostbayern ist die Gemeinde als Urlaubsort bereits etabliert.

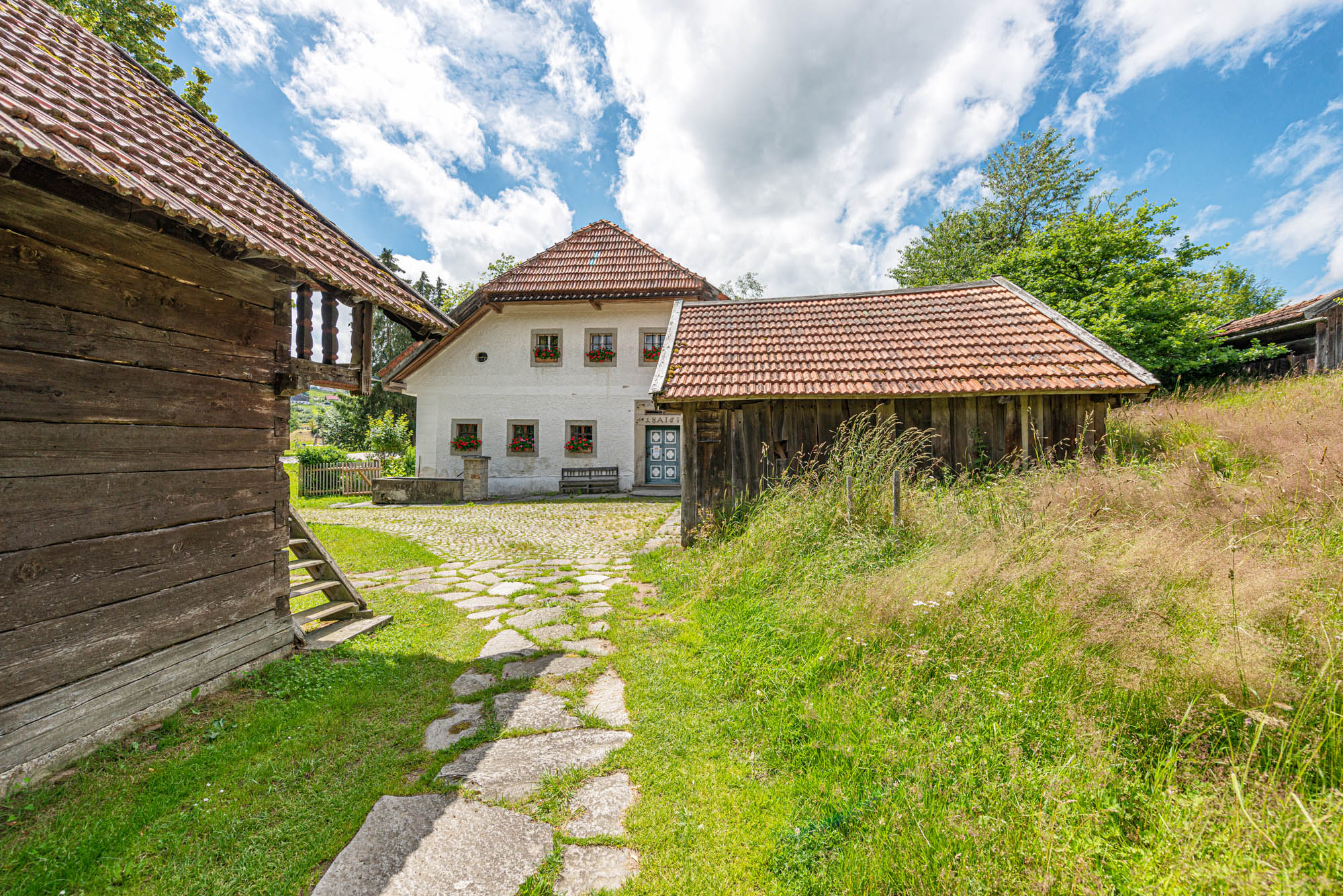
Webereimuseum in Gegenbach

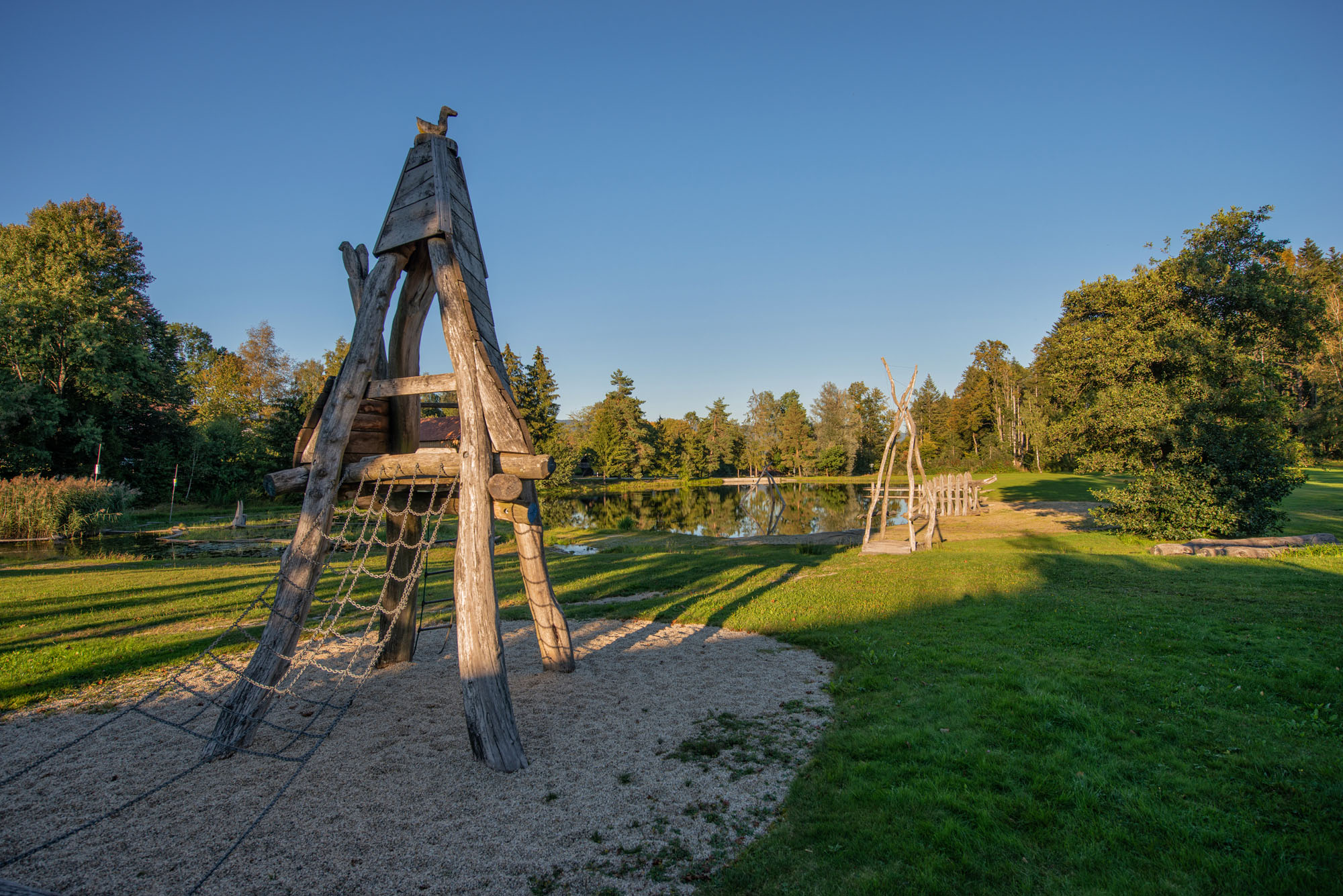
Spielplatz in Gegenbach

### Wirtschaft einschließlich Land- und Forstwirtschaft
Im Jahr 2022 erzielte Breitenberg Einnahmen aus der Gewerbesteuer in Höhe von 510 Tausend Euro. Mit einem Gewerbesteuerhebesatz von 330 % ist Breitenberg eine der gewerbesteuerlich attraktiven Gemeinden Deutschlands.
2017 gab es in der Gemeinde 279 sozialversicherungspflichtige Arbeitsplätze. Von der Wohnbevölkerung standen 852 Personen in einem versicherungspflichtigen Beschäftigungsverhältnis. Damit war die Zahl der Auspendler um 573 Personen größer als die der Einpendler. 18 Einwohner waren arbeitslos. 2016 gab es 76 landwirtschaftliche Betriebe. Von der Gemeindefläche waren 1953 Hektar landwirtschaftlich genutzt.

### Bildung
Es gibt folgende Einrichtungen (Stand: 2018):
- Kindertageseinrichtung: eine mit 73 Kindergartenplätze mit 60 Kindern
- Volksschule: eine mit sechs Klassen und 132 Schülern.

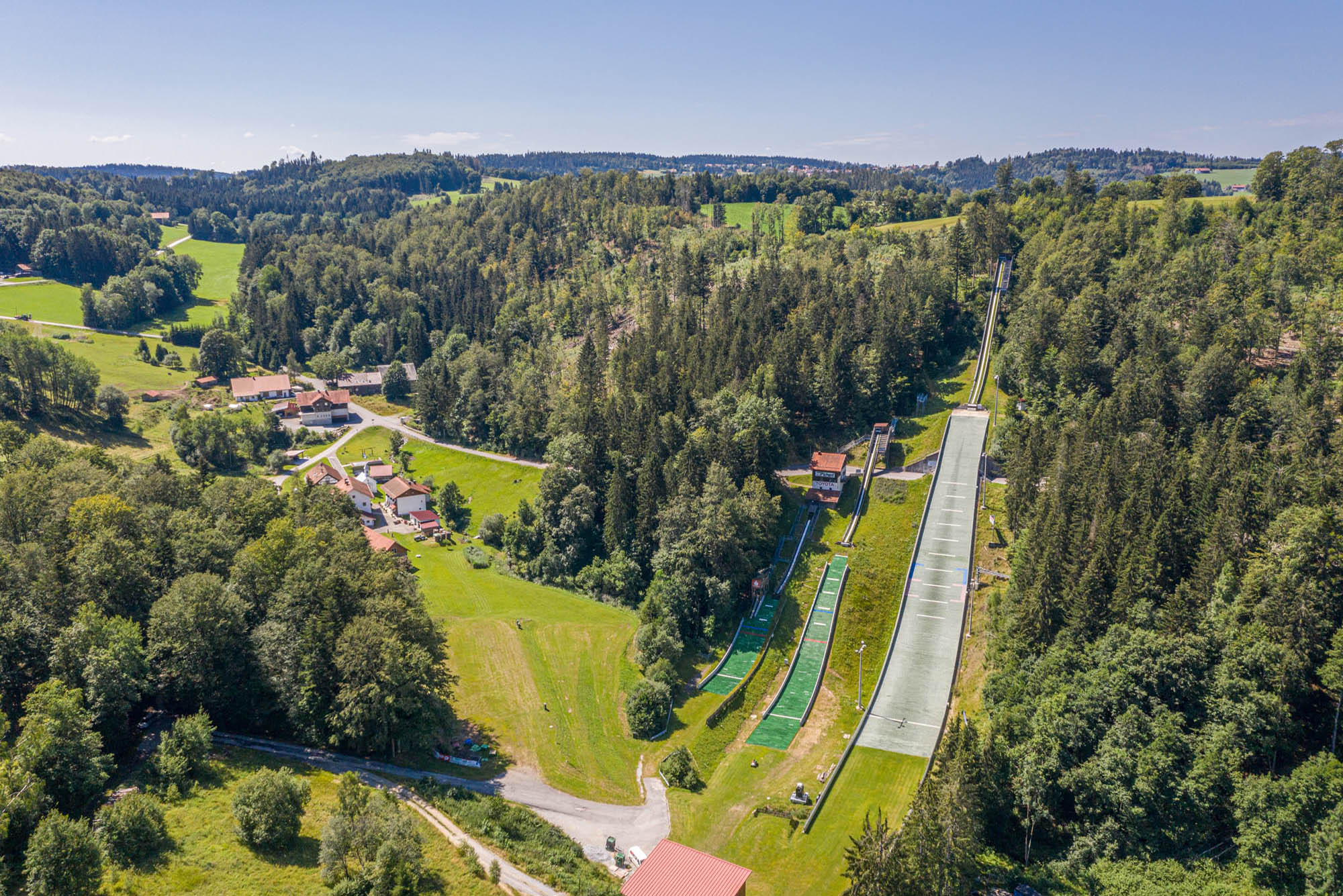
Schanzenanlage in Rastbüchl

### Einrichtungen
In Rastbüchl steht die Baptist-Kitzlinger-Schanze mit drei Mattenschanzen (KP 75, KP 35, KP 15), auf welcher zwischen 1999 und 2008 internationale Wettbewerbe des FIS Ladies Grand Prix, der Vierschanzentournee der Frauen, ausgetragen wurden. Die Mitglieder der deutschen Skisprung-Nationalmannschaft Michael Uhrmann und Severin Freund (Gesamt-Weltcup-Sieger 2014/2015) sind Mitglieder des WSV Rastbüchl.
Weiterhin befindet sich im Gemeindeteil Gegenbach das Webereimuseum Breitenberg. Hier geben drei Bauernhäuser Einblick in das Leben, Wohnen und Arbeiten der Leute seit der zweiten Hälfte des 17. Jahrhunderts im Land vor dem Dreisessel.
An verschiedenen Webstühlen wird immer noch gearbeitet; auf dem Museumsgelände werden Flachs und alte Getreidesorten angebaut.
Angrenzend an das Webereimuseum liegt das Freizeitzentrum Gegenbach mit Badesee, Spielplatz, Beachvolleyballplatz, Schützenheim und 2 Sportplätzen.
Im Ortsteil Jägerbild befindet sich das Nordische Zentrum Jägerbild mit Skirollerbahn im Sommer und Langlaufloipen im Winter.
Im Juni 2021 wurde hier auch das Multifunktionsgebäude „Franz Meyer Haus“ eingeweiht.